# Margaret Marley Modlin
Margaret Marley Modlin, nome d'arte di Margaret Modlin (Carolina del Nord, 5 gennaio 1927 – Madrid, 28 ottobre 1998), è stata una pittrice, scultrice, fotografa surrealista statunitense, ha passato gran parte della sua vita e prodotto gran parte della sua opera in Spagna..
Margaret Marley è nata nella Carolina del Nord. Studiò l'uso delle forme e della luce, elaborando uno stile surrealistico tutto proprio. Sposò l'attore Elmer Modlin il 20 agosto 1949 ed ebbero un figlio, Nelson, nato nel 1952..